# 대덕면 (김천시)

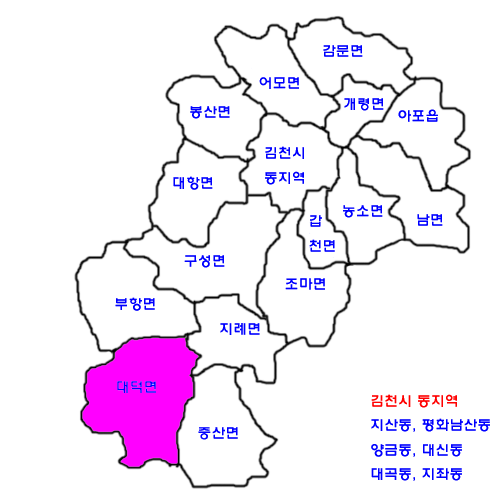
대덕면의 위치

대덕면(大德面)은 경상북도 김천시 남부에 위치한 면이다.

## 개요
국도 제3호선, 국도 제30호선이 관통하는 대덕면은 대덕산을 중심으로 3도의 접경지이며 낙동강 지류인 감천의 발원지가 위치한 고장이다. 해마다 대덕산을 중심으로 3도 경계에 위치한 3개면(경북 김천시 대덕면, 전북 무주군 무풍면, 경남 거창군 고제면) 주민들이 모여 정보교환 및 화합을 다져 지역발전에 크게 기여하고 동서화합의 장을 구축하는데 이바지하고 있다.

## 연혁
- 신라시대 : 지품천현
- 조선시대 : 지례현 예속
- 1895년 : 지례현 상남, 하남, 외남면으로 분리
- 1914년 : 상남, 하남, 외남면을 대덕면으로 통합
- 1949년 : 금릉군 대덕면 (김천읍이 시로 승격)
- 1995년 : 김천시, 금릉군 통합 (김천시 대덕면)

## 행정 구역
| 법정리 | 행정리                    | 비고                   |
| ------ | ------------------------- | ---------------------- |
| 가례리 | 가례리                    |                        |
| 관기리 | 관기1리, 관기2리, 관기3리 | 면 행정복지센터 소재지 |
| 내감리 | 내감리                    |                        |
| 대리   | 대1리, 대2리              |                        |
| 덕산리 | 덕산1리, 덕산2리          |                        |
| 문의리 | 문의리                    |                        |
| 연화리 | 연화1리, 연화2리          |                        |
| 외감리 | 외감리                    |                        |
| 조룡리 | 조룡1리, 조룡2리          |                        |
| 중산리 | 중산1리, 중산2리          |                        |
| 추량리 | 추량1리, 추량2리          |                        |
| 화전리 | 화전1리, 화전2리          |                        |

## 교통

### 간선 도로
| 한글 이름  | 로마자 이름             | 도로 종류 및 등급 | 비고 |
| ---------- | ----------------------- | ----------------- | ---- |
| 남김천대로 | Namgimcheon-daero[Blvd] | 국도 제3호선      |      |
| 대덕로     | Daedeok-ro[St]          | 국도 제30호선     |      |
| 우두령로   | Uduryeong-ro[St]        | 지방도 제1099호선 |      |
| 증산로     | Jeungsan-ro[St]         | 국도 제30호선     |      |